# Tout le Pouvoir aux Ouvriers
Tout le Pouvoir aux Ouvriers ou TPO (Alle Macht Aan De Arbeiders ou AMADA) est un ancien parti politique d'extrême gauche belge qui change de nom en 1979 pour devenir le Parti du travail de Belgique (PTB).

## Histoire

### Origine
L’origine de TPO se situe dans une partie du mouvement étudiant flamand pendant l'affaire de Louvain, qui revendique, de 1966 à 1968, l’unilinguisme de l’Université catholique à Louvain et le transfert de son aile francophone en Wallonie. L'organisation étudiante KVHV est membre d'un comité d’action mis sur pied à partir de diverses organisations étudiantes, contre le mandement épiscopal de 1966 qui rejette le transfert. En 1967, deux personnalités de l’aile gauche du KVHV, Paul Goossens et Ludo Martens, créent une nouvelle organisation syndicale étudiante au sein du KVHV, le Studentenvakbeweging (SVB). Leur objectif est de faire évoluer le mouvement étudiant vers une perspective plus sociale et populaire, et non pas juste linguistique.

#### Studentenvakbeweging (SVB)
Rapidement, le SVB quitte le KVHV et rejoint l'organisation étudiante VVS. Dirigé par Paul Goossens, le SVB rassemble environ 200 étudiants et créé en octobre 1967 un nouveau périodique « 13 Mei ». Il entre en contacts avec d’autres organisations étudiantes en Europe, particulièrement à Berlin-Ouest et aux Pays-Bas, où le mouvement Provo est très suivi par une partie des étudiants de l’Université de Louvain. Au début de 1968, le conseil académique de la section francophone de l’université rappelle la volonté de maintien d’une section francophone complète, ce qui redéploie la revendication pour le transfert de la section francophone en Wallonie. Le 2 février 1968, l'évêque de Bruges Émile-Joseph De Smedt juge la prise de position de 1966 dépassée. Pour l’essentiel du monde estudiantin, académique et politique néerlandophone, ce n’est qu’une étape cohérente dans le combat du mouvement flamand et une conséquence logique des lois linguistiques de 1962-1963. Pour le SVB ce transfert est une opportunité pour rapprocher l’Université du peuple et réformer l'enseignement supérieur en profondeur. Une délégation du SVB est invitée à l’ULB et reçoit le soutien des organisations étudiantes de gauche. Le SVB et l’Union des étudiants socialistes signent un tract : « La lutte menée par les étudiants va donc dans le même sens que celle menée par les travailleurs. Contre l’alliance du capitalisme et du cléricalisme au gouvernement et dans l’enseignement supérieur. » Mais l’accueil est parfois hostile dans le chef d’autres organisations étudiantes. Le SVB est condamné par les mouvements flamingants proches de l’extrême droite, comme du Vlaamse Militanten Orde ou de Were Di. Ces derniers dénoncent les tendances « communistes » de certains leaders du mouvement étudiant.

##### De l'université à l'usine
En 1968, le SVB publie un document rédigé principalement par Ludo Martens intitulé "Bilan de l'expérience de deux années de luttes à Louvain". Sortir des auditoires et aller à la classe ouvrière est la nouvelle tâche. Pour le SVB, une alternative est posée : « chaque militant peut essayer de rejoindre le chemin des ouvriers et du peuple » ou « il peut filer vers le brillant et rayonnant siège parlementaire ». À partir de ce moment, les étudiants du SVB investissent les usines. En octobre et novembre 1968, une première expérience est menée à l’occasion de la grève qui touche l’usine Ford à Genk. Plusieurs étudiants du SVB sont présents quotidiennement aux piquets de grève et participent aux manifestations qui accompagnent la grève. La rencontre avec le monde ouvrier reste limitée, car conformément aux recommandations syndicales, les ouvriers ont fait la grève chez eux. Progressivement, les étudiants sont encouragés par le SVB à laisser tomber leurs études et à rejoindre les rangs du prolétariat. Ludo Martens demande à Kris Merckx de quitter ses études, mais Kris Merckx terminera quand même ses études de médecine.
Dès qu’un mouvement social se développe, les membres du SVB se rendent à l'usine pour soutenir les ouvriers et écouter leurs préoccupations. À ce moment, le SVB adopte une perspective marxiste-léniniste, fortement inspirée par la Chine et l'impact de la révolution culturelle. Ludo Martens rapportera que la découverte du marxisme-léninisme se passe sous la forme de séminaires pendant les vacances d’été en 1969 ce qui a conduit le SVB aux travaux de Marx, Engels, Lénine, Staline et Mao et à la réalisation d'un "guide dans la théorie marxiste".
L’investissement d'un deuxième mouvement social, le textile à Gand, permet une percée dans la communauté étudiante de l'Université de Gand, qu’a rejointe Ludo Martens après avoir été exclu de l'Université de Louvain. Surtout, en mars 1969, l’agitation gagne l'Université qui est bloquée près de trois semaines. Un correspondant du SVB y est établi qui lance aussi un périodique le "Beweging". Les usines ne sont pas le seul espace d’investissement du SVB, le soutien au tiers monde se décline aussi comme un terrain important. Le SVB s’est transformé et l’emprise des thèses chinoises s'est renforcée. Dans le domaine des relations internationales, les positions de Pékin deviennent le principal guide des positionnements de l’organisation. Le SVB prend position en faveur du Parti communiste chinois contre le Parti communiste de l'Union soviétique. L’URSS est dénoncée et présentée comme un danger majeur, peut-être plus important que l'action des États-Unis dans le monde.

##### Grève des mineurs du Limbourg et Mijnwerkersmacht
C’est dans la grève des mineurs du Limbourg que prends forme la naissance d’une véritable organisation maoïste. Un sujet de mécontentement majeur réside dans les concessions syndicales jugées trop importantes dans l'accord de programmation du 15 décembre 1969. Le mouvement social dans les mines du Limbourg se déroule largement en dehors des structures syndicales et un comité permanent de grève se crée en marge de la FGTB et de la CSC, ce qui donne un fort caractère anti-syndical au mouvement et complique les négociations avec le gouvernement qui ne négocie qu'avec les syndicats. Cela renforce une position radicalement anti-syndical chez les dirigeants du SVB et de l'organisation qu'ils créent, Mijnwerkersmacht (Force de mineurs).
Mijnwerkersmacht est créé par des étudiants et anciens étudiants du SVB qui ont suivi la recommandation d'aller à la classe ouvrière. Kris Hertogen et Nadine Huybrechts, surnommée la Jeanne d’Arc du Limbourg, sont des figures importantes dans l'organisation. Tout au long du conflit, Mijnwerkersmacht adopte une rhétorique fortement anti-syndicale,.
La critique s'accompagne d'un appel à un changement de régime et à soutenir la lutte des pays du Tiers Monde pour mettre à bas le capitalisme, conforme à la position de la Chine communiste à ce moment. Les relations entre le comité permanent de grève et Mijnwerkersmacht sont parfois complexes et tendues. Le comité permanent se sent parfois harcelé par Mijnwerkersmacht et juge ses propositions radicales contre-productives. En plus de participer aux piquets et de parler régulièrement aux mineurs, les étudiants se réclamant de Mao rédigent des tracts dans plusieurs langues car de nombreux mineurs ne sont pas Belges. Certains étudiants qui viennent d'etre diplômés en médecine offrent des consultations gratuites sur place. Le SVB organise des actions de sensibilisation dans les espaces universitaires comme l'Université catholique de Leuven. Certains mineurs membres, en raison de leur activisme intense et de leurs positions radicales, subissent des sanctions, dont le licenciement de trois mineurs affiliés à Zolder, ainsi que des nombreuses arrestations lors de manifestations, occasionnellement violentes.
Au primtemps 1970, le SVB s’implique aussi dans les mouvements sociaux aux chantiers navals Cockerill Yards à Hoboken.

### Fondation de Alle Macht Aan De Arbeiders (AMADA)
En septembre 1970, après une forte implication dans le mouvement social des mineurs du Limbourg et des chantiers navals d'Anvers, une fédération des différentes coordinations est créée. Elle établit un comité central et forme une commission idéologique.
AMADA débute sous la forme d'un journal, "Alle Macht Aan De Arbeiders". Initialement, le comité de rédaction du journal joue un rôle dirigeant dans l'organisation. Au printemps 1970, cette perspective avait été longuement discutée certains préconisant plutôt la généralisation de comités ouvriers. À la fin de 1970, AMADA prend part dans un autre grand mouvement social sur les chantiers navals de Doel. Son opposition importante aux syndicats et la tension qu'elle crée entraînent une sévère discussion avec la délégation syndicale très à gauche, surtout avec des figures comme Jan Cap, délégué principal de la CSC qui rejoindra plus tard le parti, et Karel Heirbout, également de la CSC. Sous la direction de Paul Derammelaere, l'équipe d'AMADA s'oppose fortement à la façon dont la grève est gérée par la direction syndicale.
L’attitude pendant le conflit social à Doel sera jugée comme une posture "gauchiste" et sectaire par la direction d’AMADA et modifie son opposition stricte aux syndicats. À partir de 1975, AMADA décide même de présenter des candidats sur les listes de la CSC ou de la FGTB lors des élections sociales.
En 1971, AMADA établit une structure dirigeante appelée le Bureau, dont la mission est de "propulser la construction du parti à partir du sommet". Cette centralisation provoque des tensions avec certains militants brabançons (le groupe Brussel-Zuid) qui scissione en créant une publication éphémère appelée De Vonk. AMADA qualifie ce groupe de droitier et opportuniste. Bien qu'il collabore temporairement avec le Groupe Libération de la classe ouvrière, le groupe disparaît, et plusieurs de ses membres réintègrent AMADA. Le Bureau est scindé en un bureau politique et un bureau organisationnel, mais la relation
avec les militants et le travail à la base s’étant érodés, le Bureau est dissous à la fin de 1972. À partir de 1973, AMADA s'organise au niveau provincial sans instances centrales, laissant aux cadres provinciaux la responsabilité de revitaliser le militantisme sur le terrain. AMADA lance ensuite une nouvelle campagne radicale visant à prolétariser le parti, en critiquant les intellectuels pour leur mépris envers les ouvriers et en encourageant les étudiants à rejoindre le monde ouvrier en se faisant embaucher dans des entreprises.
En 1973, AMADA s'engage pleinement dans un important conflit social qui touche les ports d'Anvers, à Gand et à Anvers même. Ce moment est considéré comme l'un des grands événements politico-sociaux pour l'organisation maoïste. Dans cette grève, AMADA est confronté à une situation inhabituelle avec la forte présence et influence du parti communiste (KPB), traditionnellement fort dans le port d'Anvers. La conduite de la grève occasionne des tensions entre les comités permanents anversois et gantois d’une part, et AMADA de l’autre. Autrement dit, entre le parti communiste et AMADA. Les deux mouvements sont en désaccord sur la manière de mener le conflit, les relations avec les syndicats et les positions internationales. La tension maintenue par AMADA conduit à de nombreux affrontements et incidents, notamment avec les forces de l'ordre. Plusieurs militants d'AMADA sont emprisonnés. Des bagarres éclatent fréquemment entre militants communistes et maoïstes.
AMADA considère le bilan comme positif et a dénoncé les trahisons du PSB-BSP, de la FGTB, de l'ABVV, et surtout du parti communiste, accusé de défaitisme. Bien que cela coûte à AMADA avec une douzaine de membres arrêtés et jugés, l'organisation les glorifie comme des figures du parti révolutionnaire prêt à une lutte acharnée et permanente.
En 1974, AMADA s'élargit vers la partie francophone de la Belgique et change son nom en TPO-AMADA, où TPO signifie "Tout le pouvoir aux ouvriers". L'organisation modifie aussi sa position quant à la participation aux élections. Jusqu'alors, TPO-AMADA avait refusé de se présenter aux élections. Cependant, la direction du parti estime que la participation électorale peut être une voie complémentaire aux luttes en dehors des institutions.
Le 29 décembre 1974, une conférence nationale adopte les premiers statuts du parti.
Il y est indiqué que l'ambition d'AMADA est de préparer la « fondation du parti ouvrier communiste, le détachement d’avant-garde de la classe ouvrière belge ». Il vise à combattre le réformisme et à éliminer l'influence des dirigeants syndicaux et des leaders des partis social-démocrate et révisionniste pour faire progresser la lutte des classes. Cela mènera a un « soulèvement armé » qui renversera la « petite clique d'exploiteurs » et instaurera la « dictature du prolétariat ». Pour AMADA, cette dictature du prolétariat signifie l'instauration de la « démocratie » pour les ouvriers et les travailleurs, tout en étant une « dictature pour les anciens exploiteurs et les forces qui veulent réinstaurer le capitalisme ».

### Engagement international
AMADA soutient de nombreuses causes à l'échelle internationale. Principalement, elle exprime un fort soutien à la Chine, vantant les avancées présumées du socialisme dans cet État. De manière plus générale, l'organisation appuie divers mouvements internationaux remettant en question l'ordre établi, allant de l'Armée républicaine irlandaise à l'ascension des Khmers rouges au Cambodge, du Front populaire de libération de l'Érythrée luttant contre le régime éthiopien au soutien à la ZANU, combattant le régime raciste de Rhodésie, plus tard le Zimbabwe.

## Résultats électoraux

### Parlement fédéral
| Année | Chambre des représentants | Chambre des représentants | Chambre des représentants | Sénat  | Sénat | Sénat   |
| Année | Voix                      | %                         | Sièges                    | Voix   | %     | Sièges  |
| ----- | ------------------------- | ------------------------- | ------------------------- | ------ | ----- | ------- |
| 1974  | 19 794                    | 0,38                      | 0 / 212                   | 16 744 | 0,32  | 0 / 106 |
| 1977  | 24 899                    | 0,45                      | 0 / 212                   | 27 693 | 0,50  | 0 / 106 |
| 1978  | 43 483                    | 0,79                      | 0 / 212                   | 44 379 | 0,81  | 0 / 106 |